# Browar w Broumovie
Browar Broumovie – browar wybudowany w latach 1712–1714 w Olivětínie (Broumov).

## Historia
Browar w Broumovie jest jednym z najstarszych browarów w Środkowej Europie. Obecnie produkowane jest tu piwo, nawiązuje nazwą do przełożonego założycieli browaru - zakonu benedyktynów. Nadanie praw miejskich miastu w 1348 uznaje się za początek tradycji wytwarzania piwa w Broumovie. W średniowieczu bracia zakonni warzyli piwo  dla swoich potrzeb. Piwo wtedy miało niższą zawartością alkoholu. Pierwszym odnotowanym przez historię piwowarem był Johann Verner (zm. w 1633). Ze względu na obawy przed pożarami, które nękały miasto, zakonnicy w początkach XVIII w. przenieśli browar z dala od klasztoru. Nowy browar wybudowano w l. 1712-14 w pobliskim Olivětínie. W tej miejscowości browar funkcjonuje do dzisiaj. W 1889 zbudowano nowoczesną słodownię, a warzone piwo zaczęło zyskiwać międzynarodową renomę. Zdobyło medale na targach w Paryżu (1890) i Wiedniu (1898). Na początku XX w. miała miejsce kolejna modernizacja zakładu. Ojcowie benedyktyni byli dobrymi pracodawcami. Ich pracownicy otrzymywali tzw. „deputat piwny” składający się z 3 l piwa dziennie, węgla w czasie zimy, karpia i 3 l mocniejszego alkoholu na święta bożego narodzenia. Oprócz piwa w browarze działała fabryka likierów (35 gatunków). Po II wojnie światowej, w 1948 browar przeszedł na własność państwa. Obecnie jest prywatnym zakładem.
Na budynku browaru i w jego wnętrzu znajdują się herby opatów broumovskich z monogramami ówczesnych opatów a dwie kolejne litery AB są skrótami od tytułu: opat w Broumowie (łac.  Abbas Braunensis).

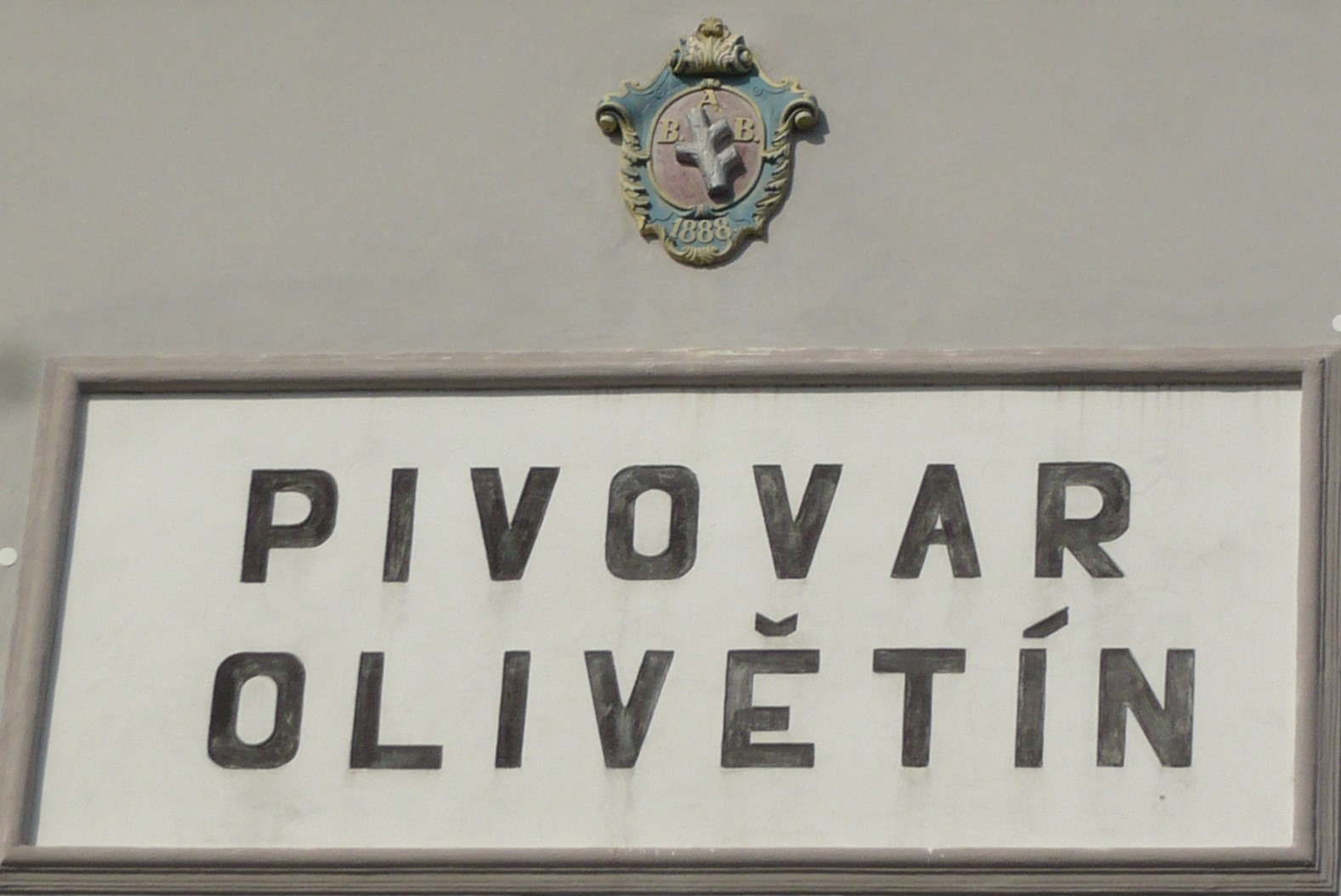
Herb o. Bruno Čtvrtečka (1887–1922)
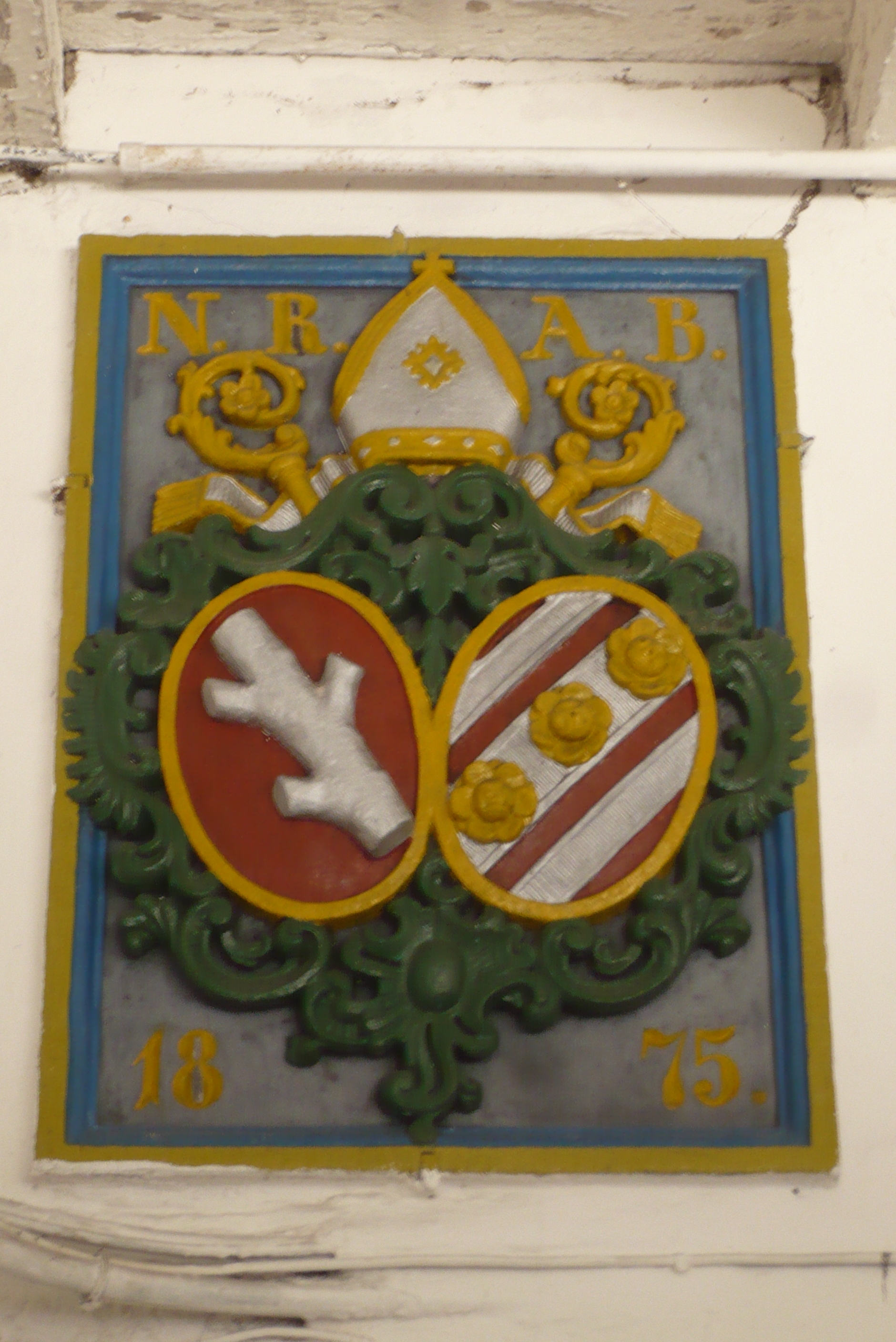
Herb o. Nepomuka Rottera (1844–1886)